# Кубин, Альфред
Альфред Кубин (Альфред Леопольд Изидор Кубин, нем. Alfred Leopold Isidor Kubin; 10 апреля 1877[…], Литомержице, Королевство Богемия[…] — 20 августа 1959[…], Вернштайн-на-Инне, Австрия) — австрийский график, писатель и книжный иллюстратор.

## Биография
Для творчества Кубина характерно изображение фантастических сновидений, выполняемых с нервным ведением штриха. В творчестве Кубина вдохновляли визионерские и символические работы Франсиско Гойя, Джеймса Энсора, Одилон Редона, Эдварда Мунка и Макса Клингера. Альфред Кубин преимущественно работал в графике.
С 1898 года проживал в Мюнхене, где посещал частную художественную школу Людвига Шмидта-Ройтте. 2 мая 1899 года Кубин был зачислен в королевскую академию художеств на курс живописи Николауса Гизиса. Однако вскоре Кубин бросил учёбу. После нескольких учебных поездок в 1905 году Кубин обосновался в 1906 году в Вернштайне-на-Инне в старинной усадьбе Цвикледт (нем. Zwickledt), где и прожил до конца своих дней вместе со своей женой Хедвиг Грюндлер, сестрой писателя Оскара А. Г. Шмица. С 1928 года Кубин находился в переписке с Карлом Рёссингом и Германом Гессе.
В Цвикледте появился на свет фантастический роман Кубина «Другая сторона», который был издан в 1909 году с многочисленными иллюстрациями автора. Кубин описывает в книге мир галлюцинаций и видений конца света. В свой мир сновидений главное действующее лицо романа (графика по профессии, как и Кубин) пригласил его школьный друг. В этом мире он проводит три года. Изначальное восхищение окружающей обстановкой сменяется в конце концов отвращением.
В том же 1909 году вместе с Василием Кандинским, Алексеем Явленским, Адольфом Эрбслё, Габриэлой Мюнтер, Марианной Верёвкиной и Карлом Хофером стал соучредителем «Нового мюнхенского художественного объединения», ставшего предшественником «Синего всадника», и участвовал в его первой выставке в 1911 году Альфред Кубин выполнил иллюстрации к 60 книгам, среди которых произведения Ф. М. Достоевского и Эдгара По, опубликовал альбомы печатной графики (1921 — «На краю жизни», 1918 — «Пляска смерти», 1941 — «Приключения рисовального пера»). В его творческом наследии тысячи рисунков пером.
Умер 20 августа 1959 года в Цвикледте и был похоронен на кладбище Вернштайна. Его произведения хранятся в Государственном графическом собрании в венской Альбертине и в Верхнеавстрийском музее в Линце.

## Интересные факты
- Альфред Кубин является одним из героев рассказа «Солнечный удар» немецкого писателя Густава Майринка. В рассказе художник спорит с автором о существовании дьявола.
- Альфред Кубин изображен на австрийской почтовой марке 1977 года.
- Альфред Кубин был другом чешского писателя Ярослава Гашека

## Издания на русском языке
- Кубин А. Другая сторона. Фантастический роман с 52 иллюстрациями и одним планом: Пер. с нем. — Екатеринбург: Изд-во Урал. ун-та, 2000. — 292 с. ISBN 5-7584-0119-6
- Другая сторона. Фантастический роман. Москва; Екатеринбург: Кабинетный учёный, 2013. — 296 с.
- Кубин А. Искусство безумных (1922). Пер. Е.Москвина // Москвина Е. Символическая реальность. Статьи о немецкой и австрийской литературе. Переводы. М.: Глобал-Ком: Языки славянской культуры, 2017. С. 290—293. ISBN 978-5-94457-278-3
- Альфред Кубин. Из моей жизни / перевод, редакция, предисловие С. А. Монахова. — М.: «Буки Веди», 2017. — 148 с., 196 ил. ISBN 978-5-4465-1482-3
- Монахов С. Другая сторона Альфреда Кубина. К 140-летию со дня рождения // Литературные знакомства. — 2017. — № 3. — С. 58—63.
- Монахов С. А. Оскар Паницца и Альфред Кубин: пороки общества на острие творчества // Сборник статей межрегиональной научно-практической конференции дерматовенерологов и косметологов «Актуальные вопросы дерматовенерологии, дерматоонкологии и косметологии». — Москва, МОНИКИ, 23—24 мая 2018 г. — С. 49—54.